# Бежонов Андрій Миколайович
Андрій Миколайович Бежонов (рос. Андрей Николаевич Бежонов; нар. 6 квітня 1993, Москва, Росія) — російський футболіст, півзахисник.

## Життєпис
Вихованець московської ДЮСШ-76 «Тімірязевець» (2004—2010) та нижньогородської академії футболу (2011—2012), грав за другу та третю команди ФК «Нижній Новгород». У сезонах 2011/12 та 2012/13 років грав за «Хімік» Коряжма в першості ЛФЛ. У 2013 році провів 17 матчів у чемпіонаті Латвії у складі ДЮСШ «Ілуксте». У 2014 році перейшов до білоруського «Шахтаря» (Солігорськ), але виступав лише за дублюючий склад. Півтора роки не грав на професійному рівні. Сезон 2016/17 років провів у клубі першості ПФЛ «Динамо» (Брянськ). У ПФЛ Росії дебютував 25 серпня 2016 року в поєдинку проти тульського «Арсеналу-2». Перед старту сезону 2017/18 років перейшов до «Анжи-Юніора» (Зеленодольськ). У 2018 році виступав за нижчолігові іспанські клуби «Кан Відалет» та «Торрев'єха».